# شونسوکه دایتو
شونسوکه دایتو (انگلیسی: Shunsuke Daito؛ زادهٔ ۱۳ مارس ۱۹۸۶) هنرپیشه اهل ژاپن است. از فیلم‌هایی که وی در آن نقش داشته است، می‌توان به کلاغ‌ها: قسمت صفر و وکیل‌مدافع تک اشاره کرد.